# Fred Dekker
Fred Dekker (San Francisco, 9 aprile 1959) è un regista, sceneggiatore, produttore televisivo e produttore cinematografico statunitense, noto per aver diretto i cult Dimensione terrore e Scuola di mostri.

## Biografia
Ha contribuito a scrivere il soggetto dei film Chi è sepolto in quella casa? e Verdetto finale. Insieme a Frank Miller ha scritto Robocop 3, del quale è anche il regista. Ha scritto la sceneggiatura di The Predator, quarto film dell'omonima saga, uscito in sala nel 2018.
Nonostante siano dei cult, Dimensione terrore e Scuola di mostri non sono ancora stati diffusi su DVD Regione 1. In un'intervista con Movies Made Easy del 20 giugno 2005, Dekker aveva dichiarato di voler curare personalmente l'uscita di una versione DVD in 2 dischi,, uscita poi ad agosto 2007 per la Lions Gate Entertainment. In un'intervista presente nei contenuti speciali del DVD, Dekker ha rivelato di stare lavorando su un "thriller spaventoso ed apocalittico".

## Filmografia

### Regista

#### Cinema
- Dimensione terrore (Night of the Creeps) (1986)
- Scuola di mostri (The Monster Squad) (1987)
- RoboCop 3 (1993)

#### Televisione
- I racconti della cripta (Tales from the Crypt) - serie TV, 1 episodio (1990)

### Sceneggiatore

#### Cinema
- Chi è sepolto in quella casa? (House) (1986)
- Dimensione terrore (Night of the Creeps) (1986)
- Scuola di mostri (The Monster Squad) (1987)
- Un agente segreto al liceo (If Looks Could Kill) (1991)
- Verdetto finale (Ricochet) (1991)
- RoboCop 3 (1993)
- The Predator, regia di Shane Black (2018)

#### Televisione
- I racconti della cripta (Tales from the Crypt) - serie TV, 5 episodi (1989-1992)
- Star Trek: Enterprise - serie TV (2001-2002)

## Curiosità
- Uno dei primi lavori di Dekker doveva essere un film 3D su Godzilla, mai stato girato.
- Per Dimensione terrore vennero girati tre finali: uno è quello conosciuto, gli altri due non sono mai stati mostrati.
- Tutti e tre i film di Dekker contengono un riferimento al nome "Phil's".
- Durante la sequenza di Dimensione terrore in cui J.C. scappa, possono essere visti dei graffiti in un angolo del bagno che recitano "Forza, Scuola di mostri!".